# گورگنبرگ (نوی‌اشتات)
گورگنبرگ (به آلمانی: Georgenberg) یک شهر در آلمان است که در Neustadt an der Waldnaab واقع شده‌است. گورگنبرگ ۱٬۴۴۹ نفر جمعیت دارد.